# Sacey
Sacey är en kommun i departementet Manche i regionen Normandie i norra Frankrike. Kommunen ligger i kantonen Pontorson som tillhör arrondissementet Avranches. År 2022 hade Sacey 512 invånare.

## Befolkningsutveckling
Antalet invånare i kommunen Sacey
| Referens: INSEE |